# بيل سبينس
بيل سبينس (بالإنجليزية: Bill Spence) هو مهندس أمريكي، ولد في 9 يونيو 1906، وتوفي في 30 مايو 1929.